# Острів (Томашівський повіт)
Острів (пол. Ostrów) —частина села Рокітно у Польщі, в Люблінському воєводстві Томашовського повіту, ґміни Ульгувек.